# Luzaropsis omissa
Luzaropsis omissa är en insektsart som beskrevs av Andrej Vasiljevitj Gorochov 2003. Luzaropsis omissa ingår i släktet Luzaropsis och familjen syrsor. Inga underarter finns listade i Catalogue of Life.